# São Francisco de Paula (kommun i Brasilien, Rio Grande do Sul, lat -29,24, long -50,45)
São Francisco de Paula är en kommun i Brasilien.   Den ligger i delstaten Rio Grande do Sul, i den södra delen av landet, 1 500 km söder om huvudstaden Brasília. Antalet invånare är 20 540.
Följande samhällen finns i São Francisco de Paula:
- São Francisco de Paula

I omgivningarna runt São Francisco de Paula växer huvudsakligen savannskog. Runt São Francisco de Paula är det mycket glesbefolkat, med 2 invånare per kvadratkilometer.